# 桑德沃什米爾 (亞利桑那州)
桑德沃什米爾（英語：Sandwash Mill）是位於美國亞利桑那州皮馬縣的一個非建制地區。該地的面積和人口皆未知。

## 地理
桑德沃什米爾的座標為31°28′56″N 111°24′57″W / 31.48222°N 111.41583°W，而該地的平均海拔高度為1200米（即3950英尺）。